# 程坊乡
程坊乡是中国江西省九江市修水县已经撤消的一个乡。
2010年6月，程坊乡撤销并入马坳镇，并成立程坊风景区管委会。

## 行政区划
程坊乡下辖：
程段村、蓼坑村、程坊村、黄源村、齐源村。